# Pardosa ourayensis
Pardosa ourayensis là một loài nhện trong họ Lycosidae.
Loài này thuộc chi Pardosa. Pardosa ourayensis được Willis J. Gertsch miêu tả năm 1933.